# Suuret suomalaiset

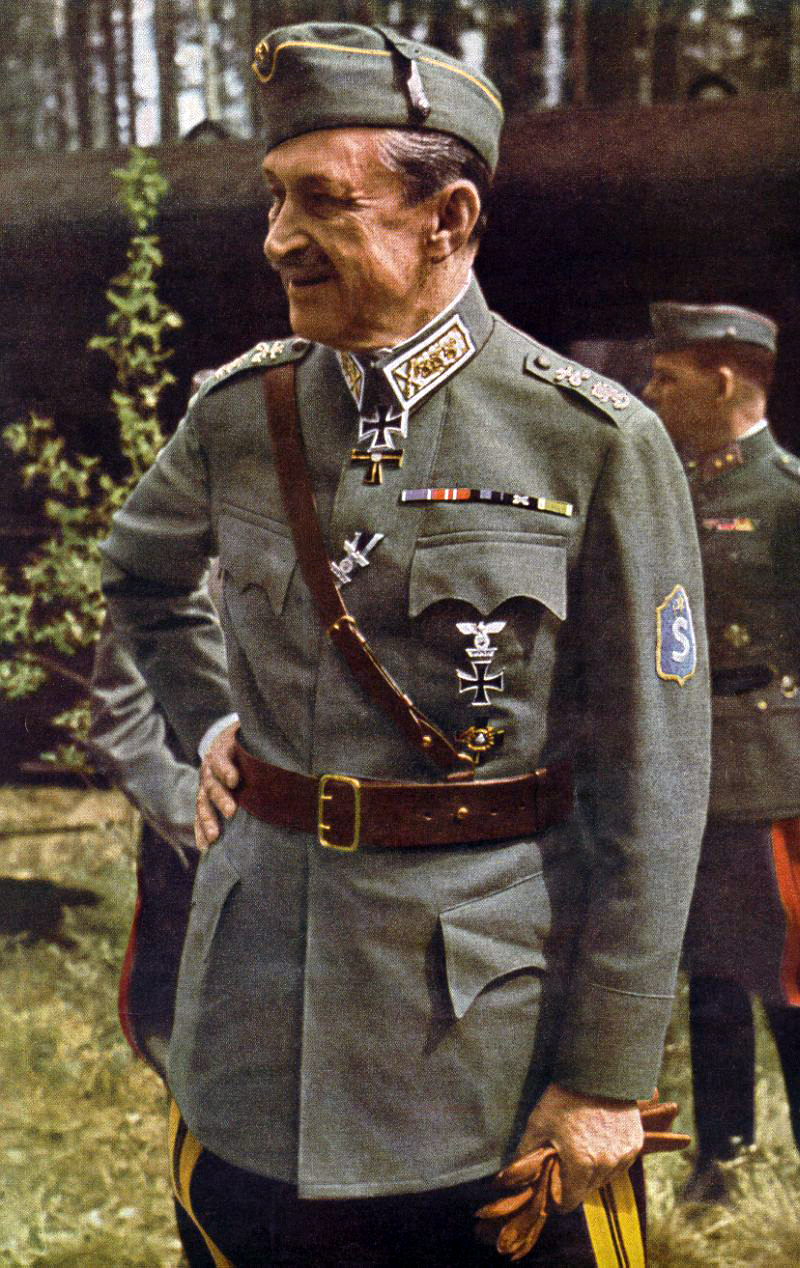
Marszałek Carl Gustaf Mannerheim, prezydent Finlandii w latach 1944–1946, zdobywca pierwszego miejsca

Suuret suomalaiset (Wielcy Finowie) – lista 100 najwybitniejszych Finów, powstała na podstawie głosowania widzów telewizyjnych, zorganizowanego w 2004. Na  jej podstawie powstała seria filmów dokumentalno-biograficznych zrealizowana w 2004 przez Yle (fiński publiczny nadawca radiowo-telewizyjny), które prezentowały 10 najwybitniejszych Finów. Był to fiński spin-off programu BBC zrealizowanego w Wielkiej Brytanii pod tytułem „Wielcy Brytyjczycy”.
Widzowie wybrali swoich faworytów z listy 99 kandydatów sporządzonej przez ekspertów. W ciągu pierwszych dwóch tygodni pojawiło się około 75 000 głosów, a wśród nich było 32 kandydatów, którzy nie pojawili się na liście.

## Lista najwybitniejszych Finów

### Pierwsza 10
Pierwsze 10 osób, których biografie zrealizowano przez Yle. Jednym z dodanych kandydatów, który nie znajdował się na liście ekspertów, a znalazł się w pierwszej dziesiątce, był Risto Ryti.
1. Carl Gustaf Mannerheim (1867–1951) – prezydent Finlandii 1944–1946
2. Risto Ryti (1889–1956) – prezydent Finlandii 1940–1944
3. Urho Kaleva Kekkonen (1900–1986) – prezydent Finlandii 1956–1981
4. Adolf Ehrnrooth (1905–2004) – generał piechoty
5. Tarja Halonen (1943–) – pierwsza kobieta-prezydent Finlandii 2000–2012
6. Arvo Ylppö (1887–1992) – lekarz pediatra
7. Mikael Agricola (1510–1557) – protestancki reformator i twórca literatury fińskiej
8. Jean Sibelius (1865–1957) – światowej sławy kompozytor
9. Aleksis Kivi (1834–1872) – pisarz
10. Elias Lönnrot (1802–1884) – antropolog

### Lista od 11 do 100
Poniżej znajdują się osoby, które zajęły miejsca od 11 do 100. Wśród kandydatów wymienionych na liście ekspertów nie było 31 osób, na które widzowie oddali głosy (oznaczone kursywą).
| - 11. Matti Nykänen (1963–2019) – skoczek narciarski - 12. Väinö Myllyrinne (1909–1963) – najwyższy człowiek w Finlandii, ok. 246–251,4 cm - 13. Ville Valo (1976–) – wokalista, gitarzysta, kompozytor, lider zespołu HIM - 14. Lalli – apokryficzna postać w fińskiej historii - 15. Väinö Linna (1920–1992) – pisarz - 16. Linus Torvalds (1969–) – fiński programista, twórca jądra Linux oraz systemu kontroli wersji git - 17. Spede Pasanen (1930–2001) – komik, aktor, scenarzysta, reżyser filmowy - 18. Pentti Linkola (1932–) – pisarz, eseista, ornitolog - 19. Tove Jansson (1914–2001) – pisarka, malarka, ilustratorka i rysowniczka komiksowa - 20. Veikko Hursti (1924–2005) – filantrop, pomagał biednym i bezdomnym - 21. Paavo Nurmi (1897–1973) – lekkoatleta, biegacz długodystansowy, 9-krotny mistrz olimpijski - 22. Minna Canth (1844–1897) – pisarka, feministka - 23. Juho Kusti Paasikivi (1870–1956) – polityk - 24. Johan Vilhelm Snellman (1806–1881) – działacz narodowy i społeczny - 25. Hertta Kuusinen (1904–1974) – komunistyczny polityk, minister - 26. Arto Saari (1981–) – skateboarder, fotograf - 27. Miina Sillanpää (1866–1952) – pierwsza kobieta minister, kluczowa postać w ruchu robotniczym - 28. Väinö Tanner (1881–1966) – polityk - 29. Lucina Hagman (1853–1946) – feministka, jedna z pierwszych parlamentarzystek na świecie - 30. Kristfrid Ganander (1741–1790) – ksiądz, badacz folkloru, leksykograf - 31. Mika Waltari (1908–1979) – pisarz - 32. Mika Häkkinen (1968–) – kierowca wyścigowy - 33. Alvar Aalto (1898–1976) – architekt i projektant form przemysłowych - 34. Eugen Schauman (1875–1904) – nacjonalista - 35. Tapio Rautavaara (1915–1979) – lekkoatleta, oszczepnik - 36. Eino Leino (1878–1926) – poeta - 37. Jaakko Pöyry (1924–2006) – przemysłowiec - 38. Otto Wille Kuusinen (1881–1964) – polityk komunistyczny Juice Leskinen (1950–2006) – muzyk i autor tekstów - 40. Anders Chydenius (1729–1803) – ksiądz, członek szwedzkiego Riksdagu, historyk - 41. Uno Cygnaeus (1810–1888) – duchowny, pedagog - 42. Jari Litmanen (1971–) – piłkarz - 43. Katri Helena Kalaoja (1945–) – piosenkarka - 44. Fanni Luukkonen (1882–1947) – pułkownik wojsk fińskich w czasie wojny zimowej - 45. Anneli Jäätteenmäki (1955–) – polityk, prawniczka, premier - 46. Karl Fazer (1866–1932) – przedsiębiorca, sportowiec - 47. Kaarlo Juho Ståhlberg (1865–1952) – polityk, prawnik - 48. Mauno Koivisto (1923–2017) – polityk, prezydent Helene Schjerfbeck (1862–1946) – malarka - 50. Reino Helismaa (1913–1965) – piosenkarz, autor tekstów, scenarzysta - 51. Jorma Ollila (1950–) – ekonomista, menedżer - 52. Lauri Törni (1919–1965) – kapitan fińskiej armii, służył w siłach specjalnych armii amerykańskiej w wojnie wietnamskiej - 53. Georg Henrik von Wright (1916–2003) – filozof, logik - 54. Arndt Pekurinen (1905–1941) – pacyfista i obdżektor - 55. Tauno Palo (1908–1982) – aktor, piosenkarz - 56. Akseli Gallen-Kallela (1865–1931) – malarz - 57. Johan Ludvig Runeberg (1804–1877) – poeta - 58. Kyösti Kallio (1873–1940) – polityk, premier, prezydent - 59. Paavo Ruotsalainen (1777–1852) – rolnik, świecki kaznodzieja i przywódca ruchu religijnego Awakening - 60. Lars Levi Læstadius (1800–1861) – pastor luterański, botanik, pisarz Lasse Virén (1949–) – lekkoatleta, długodystansowiec, czterokrotny mistrz olimpijski - 62. Helvi Sipilä (1915–2009) – dyplomatka, prawnik, polityk - 63. Yrjö Kallinen (1886–1976) – polityk - 64. Artturi Virtanen (1895–1973) – profesor biochemii - 65. Nils-Aslak Valkeapää (1943–2001) – pisarz, muzyk - 66. Armi Kuusela (1934–) – filantropka, modelka, zwyciężczyni pierwszego konkursu piękności Miss Universe - 67. Pehr Evind Svinhufvud (1861–1944) – polityk, premier, prezydent - 68. Aki Kaurismäki (1957–) – reżyser, scenarzysta i aktor filmowy - 69. Kalle Päätalo (1919–2000) – pisarz - 70. Paavo Lipponen (1941–) – polityk, premier - 71. Aurora Karamzin (1808–1902) – filantropka - 72. Zacharias Topelius (1818–1898) – pisarz - 73. Alli Vaittinen-Kuikka (1918–2006) – lekarz, polityk - 74. Simo Häyhä (1905–2002) – strzelec wyborowy, najskuteczniejszy snajper w historii wojen - 75. Jaakko Ilkka (1545–1597) – przywódca ludowego powstania na przełomie lat 1596–1597 - 76. Arto Javanainen (1959–2011) – hokeista, pierwszy Europejczyk w drużynie Pittsburgh Penguins - 77. Leena Palotie (1952–2010) – genetyk molekularny - 78. Karita Mattila (1960–) – śpiewaczka operowa - 79. Veikko Hakulinen (1925–2003) – biegacz narciarski i biathlonista, siedmiokrotny medalista olimpijski Helle Kannila (1896–1972) – profesor akademicki, polityk Olavi Virta (1915–1972) – piosenkarz - 82. Hannu Salama (1936–) – pisarz - 83. Irwin Goodman (1943–1991) – piosenkarz Laila Kinnunen (1939–2000) – piosenkarka Arvi Lind (1940–) – dziennikarz, prezenter telewizyjny - 86. Kirsti Paakkanen (1929–) – biznesmen - 87. Larin Paraske (1833–1904) – iżorski poeta Mathilda Wrede (1864–1928) – ewangelistka, prekursorka rehabilitacji więźniów - 89. Erno Paasilinna (1935–2000) – pisarz, dziennikarz Antti Tuisku (1984–) – piosenkarz Annikki Tähti (1929–2017) – piosenkarka - 92. Elisabeth Rehn (1935–) – polityk, działaczka społeczna Esa Saarinen (1953–) – filozof - 94. Maiju Gebhard (1896–1986) – działaczka społeczna, autorka poradników Kalevi Sorsa (1930–2004) – polityk, premier - 96. Aksel Airo (1898–1985) – generał porucznik, główny strategiczny planista podczas wojny zimowej Lauri Ylönen (1979–) – wokalista, kompozytor, autor tekstów piosenek, lider rockowej grupy The Rasmus - 98. Raimo Helminen (1964–) – hokeista Armi Ratia (1912–1979) – założycielka fińskiej firmy tekstylno-odzieżowej Marimekko Oyj Veikko Sinisalo (1926–2003) – aktor |